# Locobreque
O Locobreque, é um tipo de locomotiva a vapor, dotado de uma tenaz desenvolvida para engatar num cabo de aço instalado na via e receber o esforço de tração, movimentando o conjunto de vagões em ferrovias com grande inclinação. No Brasil, foram implantadas pela São Paulo Railway (SPR), para operação na Funicular de Paranapiacaba.

## História
Em 1901, a São Paulo Railway inaugurou o "Sistema Funicular Serra Nova" (também conhecidos por "Novos Planos inclinados"), com dez quilômetros de extensão e rampas de 8%, para vencer um declive de 796 metros da Serra do Mar. Era operado pelo sistema de cabos sem fim  (endless rope), com cinco máquinas a vapor fixas, abrigadas em construções no alto de cada um dos cinco planos inclinados. Um sistema com 4.800 polias rotativas foi instalado entre os trilhos para manter o cabo de aço alinhado e firme.
Pelo fato de o cabo não ter fim, o sistema com vagão Serra Breque utilizado na Serra Velha seria inviável, sendo substituídos pelas Locobreques. A locobreque é um veículo especial com força motriz própria, classificado como uma locomotiva a vapor, dotado de uma tenaz para engatar no cabo e receber o esforço de tração, movimentando o conjunto de vagões nas viagens na serra. Como possuíam caldeiras, sua estruturas eram fabricadas em aço, podendo assim, se movimentar pelos pátios ferroviários em segurança.
A SPR adquiriu 20 locobreques para operarar no novo sistema, sendo:
- doze unidades produzidas pela empresa britânica Kerr, Stewart & Co., fabricados em 1900, procedentes de Stoke-on-Trent;
- oito unidades produzidas pela empresa britânica Robert Stepheson & Co., fabricadas em 1901, procedentes de Newcastle e Darlington.[3]

Essa pequena locomotiva tipo 0-4-0T agilizava a operação nos patamares, manobrando o conjunto de carros e vagões a ela acoplados. Todo o material rodante foi munido do eficiente sistema de frenagem contínua a vácuo, o Rapid Acting Vaccun Brake, medidas que aumentaram a confiabilidade e a segurança das operações. Por conta dessas novas tecnologias, as locomotivas manobreiras perderam muito de sua função.

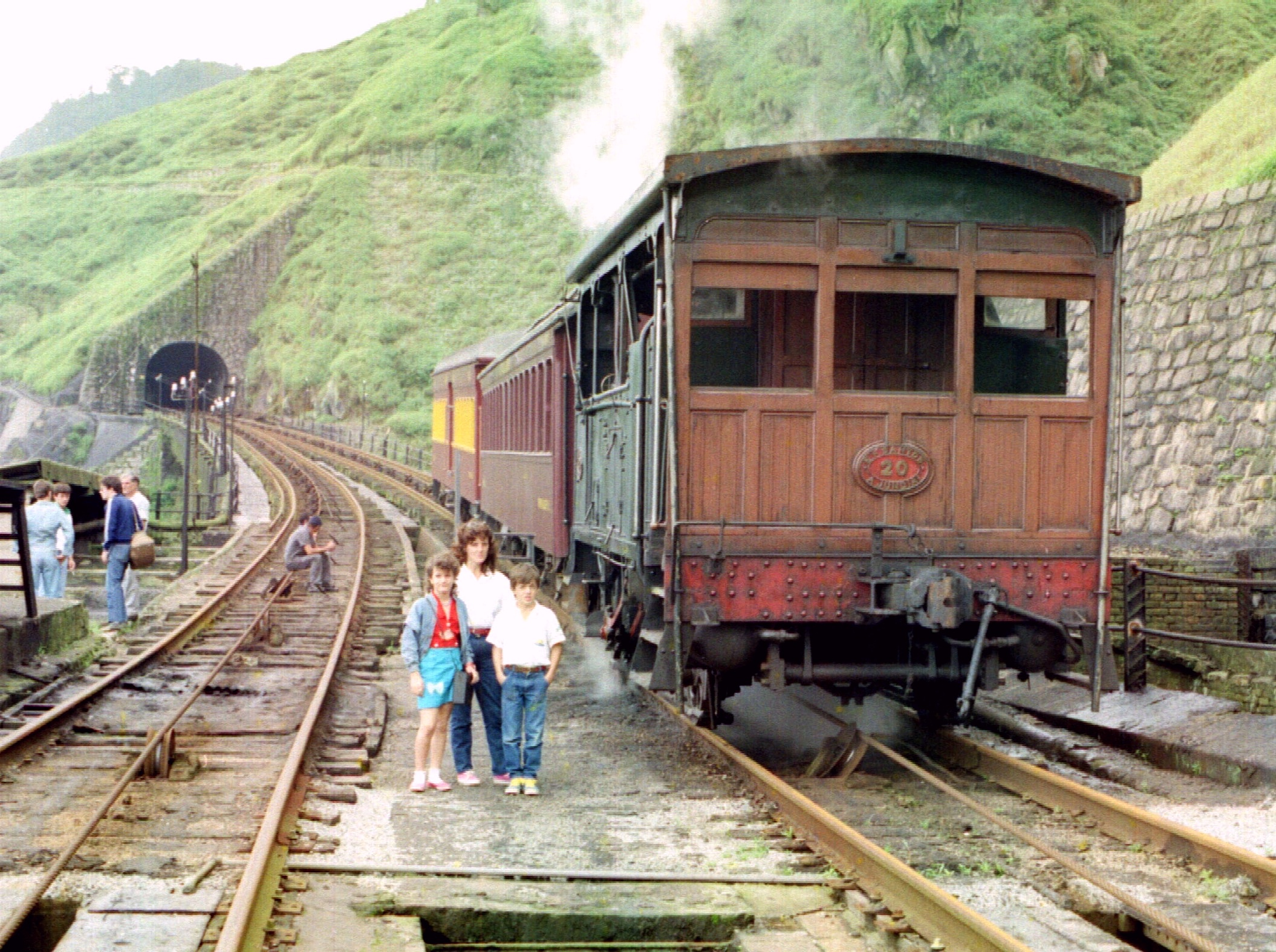
Locobreque funcionando para turistas.

As locobreques operaram até 1976, com a decida completa da serra, inicialmente sob jurisdição inicial da São Paulo Railway (SPR), subsequentemente Estrada de Ferro Santos-Jundiaí (EFSJ), RFFSA, e por fim, sob jurisdição da ABPF, onde até 1994 houve passeio turístico até o 4° Patamar do Segundo Sistema. Hoje já não operam mais e algumas unidades preservadas fazem parte do Museu Tecnológico Ferroviário do Funicular, mantido pela Associação Brasileira de Preservação Ferroviária.